# Frederik Christian Kaas

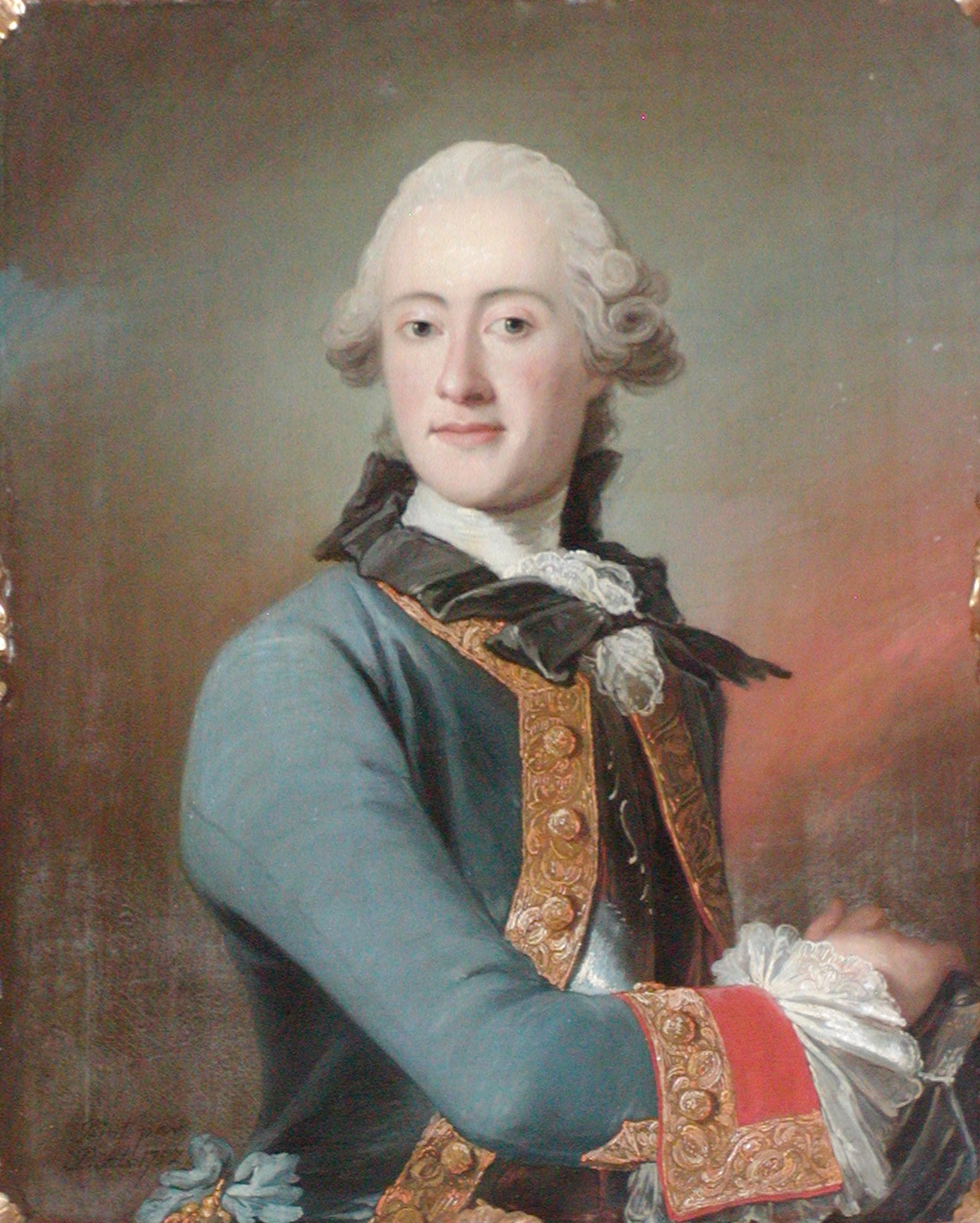
Frederik Christian Kaas

Frederik Christian Kaas af Mur (ur. 1 grudnia 1727, zm. 28 marca 1804) duński dowódca floty wojennej.
Jego ojcem był admirał Ulrik Kaas. (ok. 1677-1746), a matką Mette Sorensdatter de Mathissen (1697 - 1770). Frederik Christian Kaas wstąpił do floty duńskiej w 1747. W roku 1758 został kapitanem, w 1775 komandorem, w 1781 kontradmirałem, w 1790 wiceadmirałem, a w 1800 admirałem.
W latach 1752–56 razem z por. F. M. Krabbe'm wyruszył w podroż do  Anglii, Francji, Włoch i Holandii. W roku 1756 po raz pierwszy dowodził okrętem; fregatą  «Hvide Ørn», w eskadrze admirała Rømelinga. W roku 1757 służył pod komandorem Lützowem na okręcie wojennym  «Island».
W roku 1765 poślubił Sophie Elisabeth Charisius (1743-1769), córkę radcy "Konferencji" (rządu) duńskiej Constantina Augusta Charisius  (1712-1776) i Kirstine, baronowej Gyldenkrone. W latach 1765–1766 Frederik Christian Kaas był na misji dyplomatycznej w Afryde Płn. (Maroko). W roku 1771 ożenił się ponownie Edele Sophie Kaas (1747-1800), córką gen-majora Otto Ditlev Kaasa (zm. 1778). Ich dzieckiem była Johanne Henriette Valentine Kaas (1776-1843). 